# Voy por el Sueño de Muchos
Voy por el Sueño de Muchos är den mexikanska rapparen C-Kans sextonde studioalbum och kanske hans mest framgångsrika. Albumet släpptes den 11 december 2012 och innehöll 22 låtar och var över 1 timme och 35 minuter långt i total speltid. Albumet nådde via sociala medier enorm popularitet i Mexiko, bland annat låg det som toppalbum på Itunes under flera veckor samt nådde snabbt höga lyssningssiffror på Spotify. Voy por el Sueño de Muchos guldcertifierades av RIAA i USA 7 år senare, år 2019.

## Låtlista
1. "Intro (Somos de Barrio)" – 2:07
2. "Somos De Barrio" (med Togwy) –3:12
3. "Voy Por El Sueño De Muchos" (med Zimple) – 5:10
4. "Donde Estan?" – 4:32
5. "Esta Vida Me Encanta" (med Zimple och Don Aero) – 5:10
6. "Cuando Era Niño" (med Zimple och Stylo) – 3:47
7. "La Vida No La Tienes Comprada" (med Zimple) – 4:20
8. "No Puedo Vivir Sin Verte" – 4:02
9. "Quizás No" – 4:26
10. "Porque Tu Dices Que Soy Yo" (med Julio Acosta) – 3:47
11. "Sexy" feat. Rigo Luna – 4:06
12. "Disculpa" feat. Don Kalavera – 5:05
13. "Dejame Conocerte" – 4:58
14. "Vuelve" (med MC Davo) – 2:51
15. "Embotellado" – 3:44
16. "Nada Más" feat. Santa RM – 3:58
17. "Te Tienen Envidia [Remix]" (med Quetzal och Zimple) – 4:51
18. "Cuidado" (med Sanguinario la Pesadilla del Genero) – 3:28
19. "Rafagas" (med Kapel' & Zimple) – 4:17
20. "M-E-X-I-C-O" – 4:33
21. "Ten La Tuya" – 4:54
22. "Esta Vida Me Encanta [Remix]" (med Smoky, Mc Davo, T Killa, Don Aero, Tanke, Little, Big Metra, Santa Rm, Zimple & Dj Maxo) – 7:52